# Холми (Куйбишевський район)
Холми (рос. Холмы) — присілок в Куйбишевському районі Калузької області Російської Федерації.
Населення становить 1 особу. Входить до складу муніципального утворення Присілок Високе.

## Історія
Від 2004 року входить до складу муніципального утворення Присілок Високе.

## Населення
| 2002 | 2010 |
| ---- | ---- |
| 11   | ↘1   |